# Cosaques du fleuve Amour

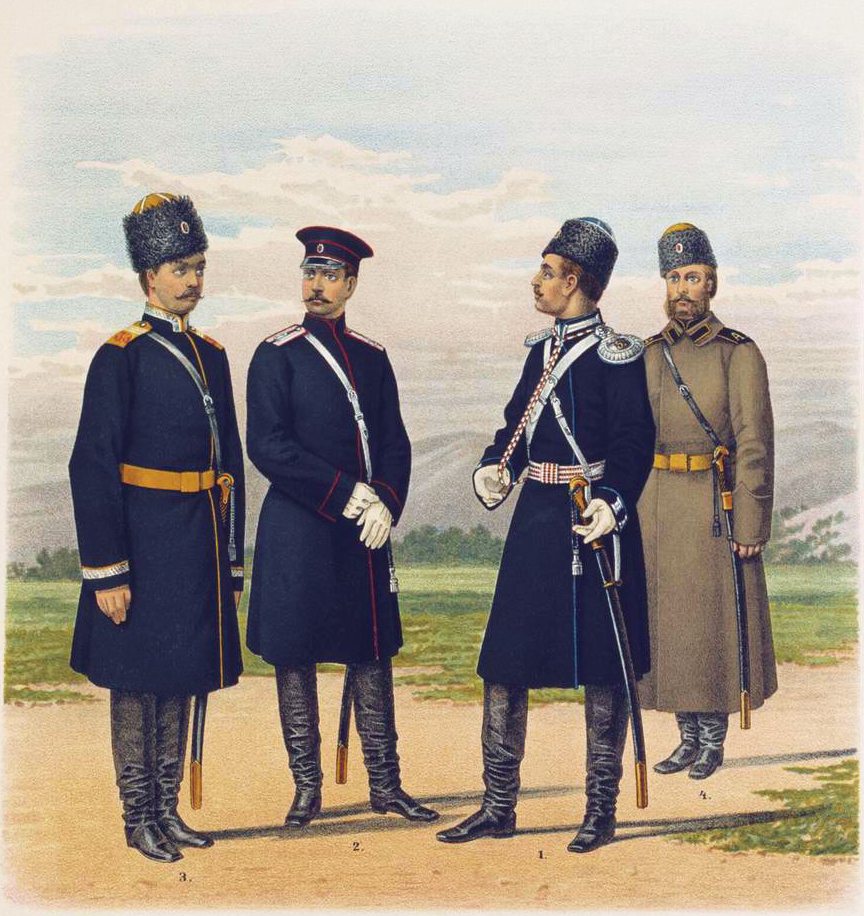
1 et 2) Officiers supérieurs des cosaques d’Orenbourg et de Sémirétchié (au centre), 3) sous-officier des cosaques de Transbaïkalie (à gauche) et 4) cosaque de l’Amour. 1892.

Les cosaques du fleuve Amour (en russe : Амурские казаки́) ou l’armée cosaque du fleuve Amour (Амурское каза́чье во́йско) est une communauté cosaque de l’empire russe située en Extrême-Orient russe. Elle date de 1858 et existe jusqu’à la révolution russe. L’état-major était situé à Blagovechtchensk.

## Couleurs

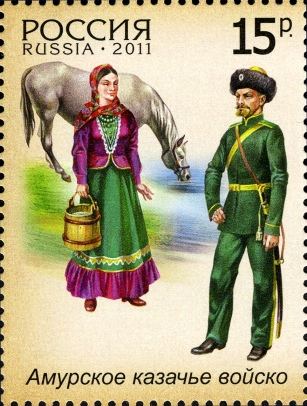
Cosaques du fleuve Amour, timbre russe de 2011.

Les cosaques du fleuve Amour portent traditionnellement des bandes de pantalon et des casquettes à bandeaux jaunes sur un uniforme vert foncé (comme les cosaques de Transbaïkalie) mais avec des pattes d’épaule vertes.

## Unités militaires
- 1er régiment cosaque du fleuve Amour du général-adjudant comte Mouraviev-Amourski (1897)
- 2e régiment cosaque du fleuve Amour (1916)
- 3e régiment cosaque du fleuve Amour
- Flottille de l’Amour-Oussouri (1897)

## Étendard
L’étendard cosaque aux couleurs de l’armée (vert et jaune) représentait un mandylion et portait le texte « Съ нами Богъ » (Dieu avec nous).

## Histoire
La présence de cosaque en Extrême-Orient russe remonte au XVIIe siècle : dès 1643 Vassili Poïarkov atteignit l'Amour. Par le traité de Nertchinsk de 1689 la Russie reconnaît la souveraineté de la Chine sur le bassin de l’Amour, les cosaques doivent se retirer en un premier temps. L’administration chinoise ne porte que peu d’intérêt à la région et les incursions répétées de cosaques passent inaperçues. Au XIXe siècle la Russie impériale obtient de la Chine impériale affaiblie d’importantes concessions territoriales par le traité d'Aïgoun (1858).
13 879 cosaques de Transbaïkalie sont alors déplacés vers les territoires nouvellement acquis pour former l’armée des cosaques du fleuve Amour et protéger les frontières. En 1889 les cosaques installé le long du fleuve Oussouri sont détachés des cosaques du fleuve Amour pour former l’armée des cosaques de l'Oussouri.
En 1897 est créée la flottille de l’Amour-Oussouri, rattachée aux cosaques du fleuve Amour.
Les cosaques du fleuve Amour participent à la répression de la révolte des Boxers en 1900, à la guerre russo-japonaise de 1904-05 ainsi qu’à la Première Guerre mondiale.
Durant la guerre civile russe les cosaques du fleuve Amour s’engagent principalement du côté des armées blanches. 
À la suite de la victoire des bolchéviques, les armées cosaques sont liquidées, et les cosaques subissent une répression de la part du nouveau régime. 
Début 1924 les cosaques se révoltent contre le pouvoir soviétique mais sont rapidement battus. 
Un millier de familles cosaques émigrent alors en Mandchourie.

## Reformation
Après la chute du système soviétique les cosaques de la fédération de Russie reconstituent leur unités traditionnelles. On compte actuellement environ quinze mille cosaques en Extrême-Orient russe.